# Wataru Takagi
Wataru Takagi (高木 渉 Takagi Wataru?) es un seiyū japonés nacido el 25 de julio de 1966, en Chiba, Japón. Actualmente está afiliado a la empresa Arts Vision.

## Roles interpretados
Lista de los roles interpretados durante su carrera.
Los papeles principales están en negrita.

### Anime
1990
- Kyatto Ninden Teyandee como Gotton; Yatto Kame n.º 1 (ep.9); Zekkoh Bird
- Warau Salesman como Roles Diversos

1991
- Genji Tsuushin Agedama como Suzuki; Tanaka
- Kinkyuu Hasshin Saver Kids como Ken.

1992
- Ah -- Harima-nada como Hyuganada.
- Ashita he Free Kick como Jose Mascowitz.
- Tetsujin 28-go FX como Ikamu.
- Tsuyoshi Shikkari Shinasai como Keiko.

1993
- Aoki Densetsu Shoot! como Willy Reinhard (eps.46, 48, 49, 53-58)
- Jungle no Ouja Taa-chan como Samuransakku (eps.36,37)
- Kenyuu Densetsu Yaiba como Hitode-Otoko.
- Nekketsu Saikyo Gozaurer como Staff (ep.13)
- Sailor Moon R como Rubeus.
- Yuusha Tokkyuu Might Gaine como Interi (ep.15)

1994
- El Barón Rojo como Chatatsu Momonari.
- H2 como Hironaga.
- Mahōjin Guru Guru como Gail.
- Marmalade Boy como Akira Mizutani.
- Sailor Moon S como MC.
- Shirayuki Hime no Densetsu como Pet.
- Super Pig como Jimmy Matsumoto; Mike (eps.29, 30)
- Yamato Takeru como Kiryuu.

1995
- Gulliver Boy como Budo Muscle; Comandante (ep.1); Nelson (ep.16)
- Kyouryuu Boukenki Jura Tripper como Tank.
- Mojako como Pitekan.
- Nurse Angel Ririka SOS como Masanosuke Ooki; Yashamaru Taki.
- Sailor Moon SuperS como Kobayashi.
- Tenchi Universe como Kamidake, extras.
- Wedding Peach como Sacchima (ep 10)

1996
- Beast Wars como Cheetor/Chiitas.
- Chouja Reideen como Shinobu Kaidou.
- Detective Conan como Genta Kojima, Detective Takagi, extras.
- GeGeGe no Kitarō como Azuki-Hakari.
- Gundam X como Garrod Ran.
- Rurouni Kenshin como Gengo Onizaki; Tatewaki Shindou.
- YAT Anshin! Uchū Ryokō como Daniel.

1997
- Battle Athletes Victory como Terrorista A (ep.11)
- Eat-Man como Lucas.
- Kindaichi Shounen no Jikenbo como Jin'ya; Natsuoka
- Ninpen Manmaru como Gankichi.
- Pokémon como Umio
- Flame of Recca como Kuchibashimaru (ep.14, 15)
- Slayers Try como Valgarv
- Shin Tenchi Muyō! como Hotsuma; Kamidake; Yoshiaki Zumino
- Vampire Princess Miyu como Kawaguchi-sensei (ep.2); Padre de Masaki (ep.12)

1998
- Flint el detective del tiempo como Nioja.
- Gasaraki como Symbol chief researcher.
- Himitsu no Akko-chan como Inspector.
- Initial D como Kenji.
- Outlaw star como Crackerjack (ep.14)
- Takoyaki Mant-Man como Ice-Cream Man (ep.43)
- Trigun como Hombre A.
- Weiß Kreuz como Isao Kawaji (ep.19)
- YAT Anshin! Uchū Ryokō 2 como Clive (ep.18)

1999
- Angel Links como Goryu
- Arc the Lad como Alfred.
- Excel Saga como Koshi Rikudo, Kosuke.
- Great Teacher Onizuka como Eikichi Onizuka.
- Initial D: Second Stage como Kenji
- Monster Rancher como Suezou.
- One Piece como Bellamy.
- Power Stone como Jack.
- Seikai no Monshou como Undertaker.
- Zoids: Chaotic Century como Kaningamu (ep.36)

2000
- Ayashi no Ceres como Hayama.
- DinoZaurs como Dino Stego.
- Ghost Stories como Headless Rider (ep.19)
- Hajime no Ippo como Masaru Aoki.
- Hamtaro como Hidemaro Ichijyou (ep.60)
- Karakuri Kiden Hiwou Senki como Kurozaru.
- Pilot Candidate como Gareas Elidd.
- Shin Megami Tensei Devil Children como Komainu (ep.31)
- Shoubushi Densetsu Tetsuya como Dan.

2001
- Cyborg 009 como Kabore.
- Hellsing como Leif (ep.2)
- Kasumin como Wasshoi (ep.10)
- Najica Blitz Tactics como Comandante (ep.6)
- S-CRY-ed como George Tatsunami.
- Shaman King como Kevin (X-Laws); Tokagerou
- Vampiyan Kids como Tonakai.
- Zoids: New Century Zero como Harry Champ.

2002
- GetBackers como Kait.
- Mirmo! como Productor (ep.76)
- Naruto como Iruka disfrazado (ep.21)
- Tenshi na Konamaiki como Genzou Soga.

2003
- Bouken Yuuki Pluster World como Badnick.
- Cinderella Boy como Aramis.
- El teatro de Rumiko como Extras.
- F-Zero Falcon Densetsu como Zeo (ep.19)
- L/R: Licensed by Royalty como Frost.
- Pokémon Advance como Jinbei (eps.90,91)
- PoPoLoCrois como Marco; Don
- Zatch Bell! como Kaneyama.

2004
- BLEACH como Ganju Shiba.
- Burst Angel como Wong.
- Ghost in the Shell: Stand Alone Complex 2nd GIG como Hombre (ep.19)
- Gokusen como Miyata.
- Initial D: Fourth Stage como Kenji.
- Kita e ~Diamond Dust Drops~ como Nagai (eps.8, 9)
- Kyo Kara Maoh! como Cliente (ep.53), Lahzel
- Meine Liebe como Douglas (ep.9)
- Mezzo Danger Service Agency como Magura (ep.8)
- MONSTER como Gustav.
- My-HiME como Jin Munakata (eps.6, 13)
- Nintama Rantarou como Nakayama (ep.32)
- Tetsujin 28th como Sukagawa (eps.15, 16)

2005
- Akagi como Yagi.
- Doraemon (2005) como profesor de Nobita.
- Futari wa Pretty Cure Max Heart como Uraganos.
- Jigoku Shōjo como Takashi Inagaki (ep.11, 22)
- Ichigo 100% como Rikiya Komiyama.
- Mushiking: los guardianes del bosque como Bibi.
- Onegai My Melody como Baku.
- Pandalian como Gold; Panno.
- The Law of Ueki como Karlpaccho.

2006
- ～Ayakashi～japanese classic horror como Yomoshichi Satou (Yotsuya Kaidan)
- Black Lagoon: The Second Barrage como Chaka (eps.20-22)
- Demashitaa! PowerPuff Girls Z como Maguro Monster (ep.27); Masao (ep.37)
- Gintama como Coronel Cherry.
- Kirarin Revolution como Scoop Gotou (ep.30)
- Onegai My Melody: KuruKuru Shuffle! como Baku.
- Tokkō como Kaoru Kunikida.
- Wan Wan Serebu Soreyuke! Tetsunoshin como Mop.

2007
- Buzzer Beater como Edgar.
- GeGeGe no Kitarō como Nezumi Otoko, Shibaten (ep 19)
- Hidamari Sketch como Voz TV (eps.3, 6, 12)
- Naruto Shippūden como "Tobi".
- Onegai My Melody: Sukkiri como Baku.
- Yes! Precure 5 como Bunbee.
- You're Under Arrest: Full Throttle como Taxista (ep.7)

2008
- One Outs como Nakane.
- Onegai My Melody: Kirara como Baku.
- Stitch! como Sparky (ep.5)
- Yes! Precure 5 GoGo! como Bunbee.
- Zenryoku Usagi como Oyakata.

2009
- Hajime no Ippo: New Challenger como Masaru Aoki.
- One Piece como Largo

2010
- Shiki como Tatsumi.

2011
- Toriko como Zonge.
- Hunter x Hunter como Knuckle Bine.
- Beelzebub como Alaindelon.

2015
- One Punch-Man como Hammerhead.

2016
- Drifters como Sundance Kid.
- Nobunaga no Shinobi como Ashikaga Yoshiaki.
- JoJo's Bizarre Adventure: Diamond Is Unbreakable como Okuyasu Nijimura.

2017
- Chiruran: Nibun no Ichi como Kondō Isami.
- Nobunaga no Shinobi: Ise Kanegasaki-hen como Ashikaga Yoshiaki.
- Onihei Hankachō como Zenpachi (ep 6).

2021
- Shūmatsu no Valkyrie como Zeus.

2022
- Urusei Yatsura como Sakuranbō (Cherry).

2023
- Rurouni Kenshin como Hiruma Gohei.

2024
- Blue Lock como Harutaro Natsuki.

### OVA
- Ai Tenshi Densetsu Wedding Peach DX como Matsugoro (ep.1); Tom (ep.2); Torao (ep.3)
- All Purpose Cultural Cat Girl Nuku Nuku como tenchou (fase V)
- Ambassador Magma como Sekta Junia.
- Armitage III como Lowell Guntz.
- Bronze: Zetsuai Since 1989 como Reportero A.
- Bubblegum Crash como Detective (ep.2); Joven (ep.3)
- Burn Up W como Terrorista B.
- Candidate for Goddess como Gareas Elidd.
- Casshan: Robot Hunter como Oficial Ejecutivo.
- Compiler como Consejero D; Hombre.
- Dead Leaves como Quack Doctor.
- Detatoko Princess como Esbirro A.
- Detective Conan: 16 Sospechosos como Genta Kojima, Detective Takagi.
- Detective Conan: ¡El Objetivo es Mōri Kogoro! ¡La investigación secreta de los jóvenes detectives! como Genta Kojima.
- Detective Conan: Conan, Heiji y el niño desaparecido como Genta Kojima, Kenta Oosawa.
- Detective Conan: Conan vs Kid vs Yaiba como Genta Kojima.
- Detective Conan: Un desafío escrito de Agasa como Genta Kojima.
- Detective Conan: La detective Sonoko como Genta Kojima, Detective Takagi.
- Detective Conan: Diez años después como Genta Kojima.
- Detective Conan: Kid en la isla de las trampas como Genta Kojima.
- Ellcia como Fank
- Fire Emblem como Bartz.
- Fushigi Yūgi como Hikou (ep.5)
- Gakusaver como Satou.
- Golden Boy como Empleado de oficina.
- Hajime no Ippo - Mashiba vs. Kimura como Masaru Aoki.
- Hellsing como Jan Valentine.
- Here is Greenwood como Yanagisawa.
- Ichigo 100% como Rikiya Komiyama.
- Idol Project como Ivle.
- Iria - Zeiram the Animation como Zeiram; Nanpuu
- Initial D: Battle Stage como Kenji.
- Initial D: Extra Stage 2: Tabidachi no Green como Kenji.
- Kabuto como Guerrero C.
- Kakyuusei como Kakeshi.
- Kama Sutra como Detective.
- Kikaider-01: The Animation - Guitar wo Motta Shonen como Reijiro Kontaibo.
- King of Bandit Jing in Seventh Heaven como Maraschino.
- Locke the Superman: New World Battle Team como Piloto.
- Megazone 23 PART 3 como EX Staff.
- Natsuki Crisis como Kobashi.
- One Piece - Defeat The Pirate Ganzak! como Roronoa Zoro.
- Otaku no Video como Kitajima.
- Otohime Connectio como Hayashi-kun.
- Princess Rouge como Yuusuke.
- Rei Rei como Tanaka.
- Rurouni Kenshin: Tsuiokuhen como Shinsaku Takasugi.
- Saber Marionette R como locutor (acto 1).
- Saiyuki (OVA) como Genjo Sanzo.
- Shin Cutey Honey como Akakabu Hayami.
- Space Pirate Captain Herlock The Endless Odyssey como Nu D.
- Takegami - Guardian of Darkness como Rago.
- Tekkaman Blade II como Hayato.
- Tenchi Muyo! Ryo-Ohki como Kamidake.
- Video Girl Ai como Miembro Staff.
- Wolf Guy como Dr. Ishizuka

### Película
- Code Geass: Fukkatsu no Lelouch como Belq Batoum Bitool.
- Detective Conan 1: Rascacielos en el tiempo como Genta Kojima.
- Detective Conan 2: La decimocuarta víctima como Genta Kojima.
- Detective Conan 3: El último mago del siglo como Genta Kojima, Detective Takagi.
- Detective Conan 4: Capturado en sus ojos como Detective Takagi, Genta Kojima.
- Detective Conan 5: Cuenta regresiva al cielo como Genta Kojima, Detective Takagi.
- Detective Conan 6: El fantasma de Baker Street como Genta Kojima.
- Detective Conan 7: Cruce en la antigua capital como Genta Kojima, Detective Takagi.
- Detective Conan 8: El mago del cielo plateado como Genta Kojima, Detective Takagi.
- Detective Conan 9: Estrategia sobre las profundidades como Genta Kojima, Detective Takagi.
- Detective Conan 10: El réquiem de los detectives como Genta Kojima, Detective Takagi.
- Detective Conan 11: La bandera pirata en el vasto océano como Genta Kojima, Detective Takagi.
- Detective Conan 12: La partitura del miedo como Genta Kojima, Detective Takagi.
- Detective Conan 13: El perseguidor negro como Genta Kojima, Detective Takagi.
- Detective Conan 14: El barco perdido en el cielo como Genta Kojima, Detective Takagi.
- Detective Conan 15: 15 minutos de silencio como Genta Kojima, Detective Takagi.
- Detective Conan 16: El undécimo delantero como Genta Kojima, Detective Takagi.
- Detective Conan 17: El detective del mar lejano como Genta Kojima, Detective Takagi.
- Detective Conan 18: El francotirador de otra dimensión como Genta Kojima, Detective Takagi.
- Detective Conan 19: Los girasoles del fuego infernal como Genta Kojima.
- Detective Conan 20: Una Negra Pesadilla como Genta Kojima, Detective Takagi.
- Detective Conan 21: La Carta de Amor Carmesí como Genta Kojima, Detective Takagi.
- Detective Conan 22: El caso Zero como Genta Kojima, Detective Takagi.
- Detective Conan 23: El Puño de Zafiro Azul como Genta Kojima.
- Detective Conan 24: La Bala Escarlata como Genta Kojima, Detective Takagi.
- Detective Conan 25: La Novia de Halloween como Detective Takagi, Genta Kojima.
- Doraemon: Nobita no Shin Makai Daibōken - Shichinin no Mahōtsukai como Sensei.
- EX-Driver como David.
- Gegege no Kitarō: Nippon Bakuretsu!! como Nezumi Otoko.
- Gegege no Kitarō: Obake Nighter como Azuki Hakari.
- Hirune Hime: Shiranai Watashi no Monogatari como Sawatari.
- Initial D: Third Stage como Kenji.
- Konjiki no Gash Bell!! como Kaneyama.
- Mazinger Z: Infinity como Boss.
- One Piece: Django's Dance Carnival como Django.
- Pokémon The First Movie: Mewtwo Strikes Back como Umio.
- Samurai Shodown: The Motion Picture como Galford.
- Street Fighter Zero Movie como Adon.
- Tenchi Muyo Movie 3: Tenchi Forever como Kamidake.

### Videojuegos
- Cosmic Fantasy 3 como Jei.
- Initial D: Special Stage como Kenji.
- Jak II como Pecker.
- Legend of Legaia como Vahn y Che Delilas.
- Mega Man X5 como Douglas.
- Mega Man X6 como Douglas, Isac.
- Mega Man Zero como Milan.
- Mega Man ZX como Purprill the Mandroid.
- Refrain Love 2 como Keiichi Takamatsu.
- Sakura Taisen 3 ~Pari wa Moeteiru ka? como Ciseaux.
- Soul Edge como Mitsurugi Heishirou.
- Street Fighter III: New Generation como Ryu, Yun.
- Street Fighter Zero 2 como Zangief.
- Super Robot Wars Original Generations como Senshi Roa, Fernando Alberg.
- SVC Chaos: SNK vs. Capcom como Hugo.
- Tenchi Muyo! Game-Hen como Kamidake.
- Tengai Makyou III-Namida como Oni-Ichiban.
- Uncharted: Drake's Fortune como Eddy Raja.
- Fist of the North Star: Ken's Rage como Jagi.
- Gundam Extreme VS. como Garrod Ran.

### Doblaje

#### Cine
- Anacondas: La cacería por la orquídea sangrienta como Cole.
- Bad Boys II como Marcus Burnett.
- Detective conan drama como Genta Kojima (voz).
- Godzilla como Nick Tatopoulos.
- Harry Potter y la cámara secreta como Dobby.
- Home Alone 2: Lost in New York como Buzz McCallister
- Independence Day como Miguel Casse.
- Las tortugas ninjas como Danny.
- Monster House como Oficial Lister.
- Transformers como Glen Whitmann.
- Van Helsing como Carl.

#### Serie TV
- 24 como Lynn McGill.
- Duck Dodgers como Duck Dodgers.
- Full House como Steve Hale.
- Looney Tunes como Daffy Duck.
- Naruto Shippūden como Tobi.

### Drama CD
- Remastered Tracks Rockman Zero como Milan.
- Yami no Matsuei como Gushoshin.